# Arcugowo
Arcugowo (prononciation : [art͡suˈɡɔvɔ]) est un village polonais de la gmina de Niechanowo dans le powiat de Gniezno de la voïvodie de Grande-Pologne dans le centre-ouest de la Pologne.
Il se situe à environ 3 kilomètres au sud-est de Niechanowo (siège de la gmina), à 12 kilomètres au sud-est de Gniezno (siège du powiat) et à 54 kilomètres à l'est de Poznań (capitale régionale).
Le village possédait une population de 140 habitants en 2006.

## Histoire
De 1975 à 1998, le village faisait partie du territoire de la voïvodie de Poznań.

Depuis 1999, Arcugowo est situé dans la voïvodie de Grande-Pologne.